# Alcis karafutonis
Alcis karafutonis är en fjärilsart som beskrevs av Matsumura 1911. Alcis karafutonis ingår i släktet Alcis och familjen mätare. Inga underarter finns listade i Catalogue of Life.